# Волтер Кенон
Волтер Бредфорд Кенон (енгл. Walter Bradford Cannon; 19. октобар 1871 — 1. октобар 1945) је био амерички физиолог, професор и председник Катедре за физиологију на Харвардској медицинској школи. Он је сковао теорију о "бори се или бежи одговору", и развио теорију хомеостазе. Своје теорије популаризовао је у својој књизи The Wisdom of the Body, први пут објављеној 1932. године.

## Биографија
Кенон је рођен 19. октобра 1871. у Прери ду Шин, Висконсин, као син Колберта Ханчета Кенона и његове супруге Вилме Денио. Његова сестра Ида Мауд Кенон (1877-1960) постала је познати болнички социјални радник у Општој болници Масачусетса.
У својој аутобиографији The Way of an Investigator, Кенон себе убраја међу потомке Жака де Нојона, француско-канадског истраживача и трговца. Његова калвинистичка породица била је интелектуално активна, укључујући читања Џејмса Мартиноа, Џона Фискеа (филозофа) и Џејмса Фримана Кларка. Кенонова радозналост довела га је и до Томаса Хенрија Хакслија, Џона Тиндала, Џорџа Хенрија Луиса и Вилијама Кингдона Клифорда. Учитељица у средњој школи, Мери Џинет Њусон, постала му је ментор. „Госпођица Меј“ Њусон га је мотивисала и помогла му да своје академске вештине пренесе на Универзитет Харвард 1892. године.
По завршетку основних студија 1896. године, уписао се на Харвардску медицинску школу. Почео је да користи рендгенске зраке за проучавање физиологије варења док је радио са Хенријем П. Боудичем. Године 1900. стекао је диплому медицине.
Након дипломирања, Кенона је ангажовао Вилијам Таунсенд Портер на Харварду као инструктора на Одсеку за физиологију док је наставио да проучава варење. Кенон је унапређен у доцента физиологије 1902. Био је близак пријатељ физичара Г. В. Пирса и заједно су основали Вихт клуб са другим младим инструкторима за друштвене и професионалне сврхе. Године 1906. Кенон је наследио Боудича на месту Хигинсоновог професора и председника Одсека за физиологију на Харвардској медицинској школи до 1942. Од 1914. до 1916. Кенон је такође био председник Америчког физиолошког друштва.
Био је ожењен Корнелијом Џејмс Кенон, ауторком бестселера и феминистичком реформаторком. 19. јула 1901, током меденог месеца у Монтани, они су били први људи који су стигли на југозападни врх планине Гоат, између језера Мекдоналд и превоја Логан. То подручје је сада Национални парк Гласијер. Геолошки завод Сједињених Држава је касније назвао врх Маунт Кенон. Пар је имао петоро деце.
О његовој животној филозофији може се закључити по његовим поступцима и изјавама. Рођен у калвинистичкој породици, одвојио се од верског ауторитаризма и постигао независност од своје претходне догме. Касније у животу он каже да су природни догађаји оно што чини користан крај. Преузео је улогу природњака где је веровао да су тело и ум неодвојиви као целина организма. Објашњења његовог рада треба да омогуће човеку да живи мудрије, срећније и интелигентније без уметања натприродног мешања.
Е. Дигби Балсел је рекао да је др Кенону једном понуђен посао на клиници Мејо за дупло већу плату на Харварду. Кенон је то одбио, рекавши: „Не треба ми дупло више новца. Све што ми треба је педесет центи за фризуру једном месечно и педесет центи дневно за ручак.“
Кенон је изабран у Америчку академију наука и уметности 1906, у Америчко филозофско друштво 1908, а у Националну академију наука Сједињених Држава 1914.
Кенон је подржавао експерименте на животињама и супротстављао се аргументима антививисекциониста. Године 1911. написао је књижицу за Америчко медицинско удружење у којој је критиковао аргументе антививисекциониста.
Волтер Кенон је преминуо 1. октобра 1945. године у Френклину у Њу Хемпширу.

## Рад
Волтер Кенон је започео своју каријеру у науци као студент на Харварду 1892. године. Хенри Пикеринг Боудич, који је радио са Клодом Бернардом, руководио је лабораторијом за физиологију на Харварду. Овде је Кенон започео своје истраживање: користио је новооткривене рендгенске зраке да проучава механизам гутања и покретљивост желуца. У својим првим експериментима био је у могућности да посматра ток дугмета низ једњак пса. Он каже у својој аутобиографији, The Way of an Investigator, „Цела сврха мог напора је била да видим перисталтичке таласе како бих сазнао њихове ефекте. Тек после неког времена приметио сам да је одсуство активности било праћено знацима пертурбације, а када је спокој обновљен, таласи су се одмах поново појавили.”
На састанку АФД-а у децембру 1896. демонстрирао је гутање гуске и објавио свој први рад о овом истраживању у првом броју American Journal of Physiology у јануару 1898. године.
Године 1945. Кенон је сумирао своју каријеру у физиологији описујући свој фокус у различитим годинама:
- 26 – 40 година: варење и оброк од бизмута
- 40 – 46: телесни ефекти емоционалног узбуђења
- 46 – 51: истраживања шока рањавања
- 51 – 59: стабилна стања организма
- 59 – 68: хемијско посредовање нервних импулса (сарадња са Артуро Росенблутом)
- 68+ : хемијска осетљивост органа изолованих од нерава

### Научни доприноси
Употреба соли тешких метала у рендгенским зрацима
Био је један од првих истраживача који је мешао соли тешких метала (укључујући бизмут субнитрат, бизмут оксихлорид и баријум сулфат) у намирнице како би побољшао контраст рендгенских снимака дигестивног тракта. Баријумски оброк је савремени дериват овог истраживања.
Бори се или бежи
Године 1915. сковао је термин "бори се или бежи" како би описао реакцију животиње на претње у Bodily Changes in Pain, Hunger, Fear and Rage: An Account of Recent Researches into the Function of Emotional Excitement. Он је тврдио да не само физичке хитне ситуације, као што је губитак крви услед трауме, већ и психолошке хитне ситуације, као што су антагонистички сусрети између припадника исте врсте, изазивају ослобађање адреналина у крвоток.
Према Кенону, адреналин има неколико важних ефеката на различите органе тела, од којих сви одржавају хомеостазу у ситуацијама борбе или бега. На пример, у скелетним мишићима удова, адреналин опушта крвне судове што повећава локални проток крви. Адреналин сужава крвне судове у кожи и минимизира губитак крви услед физичке трауме. Адреналин такође ослобађа кључно метаболичко гориво, глукозу, из јетре у крвоток. Међутим, чињеница да и агресивни напад и бег од страха укључују ослобађање адреналина у крвоток не имплицира еквивалентност „борбе“ са „бегом“ са физиолошке или биохемијске тачке гледишта.
Шок рањавања
Као војни лекар у Првом светском рату открио је да је крв шокираних мушкараца кисела. Као члан Специјалног комитета за шок и сродна стања Британског савета за медицинска истраживања, залагао се за лечење шокираних рањеника инфузијом натријум бикарбоната како би се неутралисала киселина. Он и Вилијам Бејлис су убризгали киселину у анестезирану мачку, која је умрла. Међутим, други експеримент са Бејлисом и Хенријем Дејлом није изазвало шок. Шок је успешно лечен инфузијом физиолошког раствора који садржи неке веће молекуле.
Хомеостаза
Он је развио концепт хомеостазе из раније идеје Клода Бернара о унутрашњој средини и популаризовао га у својој књизи The Wisdom of the Body. Кенон је изнео четири пробне предлоге да опише опште карактеристике хомеостазе:
1. Константност у отвореном систему који захтева механизме који делују да одржавају овај систем, баш као и наша тела. Кенон је овај предлог засновао на увидима у стабилна стања као што су концентрације глукозе, телесна температура и ацидобазна равнотежа.
2. Услови стабилног стања захтевају да се свака тенденција ка промени аутоматски сусреће са факторима који се опиру променама. Повећање шећера у крви доводи до жеђи јер тело покушава да разблажи концентрацију шећера у екстрацелуларној течности.
3. Регулациони систем који одређује хомеостатско стање састоји се од многих механизама који делују истовремено или сукцесивно. Шећер у крви се регулише инсулином, глукагонима и другим хормонима који контролишу његово ослобађање из јетре или његово узимање у ткива.
4. Хомеостаза не настаје случајно, већ је резултат организованог самоуправљања.

Симпатоадренални систем
Кенон је предложио постојање и функционално јединство симпатоадреналног система. Он је теоретисао да симпатички нервни систем и надбубрежна жлезда раде заједно као јединица за одржавање хомеостазе у хитним случајевима. Да би идентификовао и квантификовао ослобађање адреналина током стреса, почевши од отприлике 1919. Кенон је искористио генијалан експериментални сет. Он би хируршки изрезао нерве који снабдевају срце лабораторијске животиње као што су пас или мачка. Затим би подвргао животињу стресору и забележио одговор на откуцаје срца. Са уклоњеним нервима до срца, могао је закључити да ако се број откуцаја срца повећа као одговор на пертурбацију, онда је повећање срчане фреквенције морало бити резултат деловања хормона. 
Коначно, он би упоредио резултате животиње са нетакнутим надбубрежним жлездама са онима код животиње којој је уклонио надбубрежне жлезде. Из разлике у откуцају срца између две животиње могао је даље закључити да је хормон одговоран за повећање откуцаја срца дошао из надбубрежних жлезда. Штавише, количина повећања срчаног ритма представљала је меру количине ослобођеног хормона. Кенон је постао толико убеђен да симпатички нервни систем и надбубрежна жлезда функционишу као јединица да је 1930-их година формално предложио да симпатички нервни систем користи исти хемијски гласник - адреналин - као и надбубрежна жлезда. Кенонова идеја о јединственом симпатоадреналном систему опстаје до данас. Истраживачи у овој области довели су у питање валидност појма унитарног симпатоадреналног система, иако клиничари често настављају да спајају те две компоненте.
Кенон-Бардова теорија
Кенон је развио Кенон-Бардову теорију са физиологом Филипом Бардом како би покушао да објасни зашто људи прво осећају емоције, а затим делују на њих.
Сува уста
Изнео је хипотезу о сувим устима, наводећи да људи постају жедни јер им се уста суше. Урадио је експеримент на два пса. Направио им је резове у грлу и убацио мале цевчице. Свака прогутана вода прошла би кроз њихова уста и изашла кроз цевчице, никада не би стигла до њихових стомака. Открио је да би ови пси попили исту количину воде као контролни пси.

## Публикације
Кенон је написао неколико књига и чланака.
- 1910, A Laboratory Course in Physiology, Harvard University Press 6th ed. 1927.
- 1910, 'Medical Control of Vivisection'
- 1911, Some Characteristics of Antivivisection Literature
- 1911, The Mechanical Factors of Digestion
- 1915, Bodily Changes in Pain, Hunger, Fear and Rage
- 1920, Bodily Changes in Pain, Hunger, Fear and Rage (2 ed.)
- 1923, Traumatic Shock
- 1926, 'Physiological Regulation of Normal States'
- 1932, The Wisdom of the Body
- 1933, Some modern extensions of Beaumont's studies on Alexis St. Martin
- 1937, Digestion and Health
- 1937, Autonomic Neuro-effector Systems, with Arturo Rosenblueth
- 1942, '"Voodoo" Death'
- 1945, The Way of an Investigator: a scientist's experiences in medical research